# Nino Schurter
Nino Schurter, född den 13 maj 1986, är en schweizisk tävlingscyklist som tog brons i mountainbike vid olympiska sommarspelen 2008 i Peking, silver vid olympiska sommarspelen 2012 i London och guld vid olympiska sommarspelen 2016 i Rio de Janeiro.